# Iniquity
Iniquity (v překladu nepravost) byla dánská death metalová hudební skupina založená v roce 1989 ve městě Kodaň. Zanikla v roce 2018.
První demo Entering Deception vyšlo v roce 1992. Debutní studiové album Serenadium vyšlo v roce 1996.

## Diskografie
Dema
- Entering Deception (1992)
- Promo 93 (1993)

Studiová alba
- Serenadium (1996)[1]
- Five Across the Eyes (1999)
- Grime (2001)

EP
- The Hidden Lore (1998)

Kompilace
- Iniquity Bloody Iniquity (2003)
- Entering Deception / Promo 93 (2013)

Singly
- Revel in Cremation (2002)